# Offset (альбом)
Offset (с англ. — «Смещение») — второй мини-альбом южнокорейской певицы Чонхи. Он был выпущен MNH Entertainment и распространен CJ E&M Music 17 января 2018 года.

## Релиз
Альбом был выпущен 17 января 2018 года через несколько музыкальных порталов, включая MelOn и iTunes.

## Коммерческий успех
Offset дебютировал и достиг пика на 3-м месте в чарте альбомов Gaon на неделе 20 января 2018 года. На своей второй неделе альбом упал до числа 49 и до числа 55 через неделю. Альбом также дебютировал и достиг 13-го места в мировом альбомном чарте США на неделе, закончившейся 27 января 2018 года.
Альбом был 26-м самым продаваемым альбомом января 2018 года, с 11 102 проданными физическими копиями и 100-м самым продаваемым альбомом в первой половине 2018 года с 13 751 проданной копией.

## Трек-лист
Digital download/CD
| №                   | Название                    | Текст песни                                  | Музыка                                       | Arrangement                | Длительность |
| ------------------- | --------------------------- | -------------------------------------------- | -------------------------------------------- | -------------------------- | ------------ |
| 1.                  | «Offset»                    | Ким Чонха Vincenzo Fuxxy Any Masingga        | Vincenzo Fuxxy Any Masingga                  | Vincenzo                   | 1:09         |
| 2.                  | «Roller Coaster»            | Black Eyed Pilseung Jeon Goon                | Black Eyed Pilseung Jeon Goon                | Rado                       | 3:32         |
| 3.                  | «Do It»                     | Vincenzo Fuxxy Any Masingga Emelie Sederholm | Vincenzo Fuxxy Any Masingga Emelie Sederholm | Vincenzo                   | 3:33         |
| 4.                  | «Bad Boy»                   | Vincenzo Any Masingga Fuxxy Anna Timgren     | Vincenzo Any Masingga Fuxxy Anna Timgren     | Vincenzo Any Masingga      | 3:07         |
| 5.                  | «Remind of You» (너의 온도) | Team Columbus                                | Team Columbus                                | Team Columbus Kim Young-ho | 4:03         |
| Общая длительность: | Общая длительность:         | Общая длительность:                          | Общая длительность:                          | Общая длительность:        | 15:30        |

## Чарты
| Чарты (2018)                | Пиковые позиции |
| --------------------------- | --------------- |
| South Korea (Gaon)          | 3               |
| US World Albums (Billboard) | 13              |